# Чорний Дьол
Чорний Дьол (мак. Црн Ѓол) — невелике льодовикове озеро в Македонії, одне з 27 на Шар-Планині. Розташоване на висоті 2240 м над рівнем моря. Довжина становить 90 метрів, а ширина – 70 метрів. Загальний об’єм – 225 м, а площа – 3640 м². Глибина півметра. Котловина кам'яниста, при більш високому рівні води вона витікає. Через відсутність протікання озеро частково забруднене.